# Corriere della Sera
«Коррье́ре де́лла се́ра» (итал. Corriere della Sera — «Вечерний вестник») — крупнейшая итальянская ежедневная газета, издающаяся в Милане с 5 марта 1876 года, считается умеренно-либеральной. Нынешний тираж — 72 000 экземпляров. Основатель и первый редактор газеты — Эудженио Торелли Виолье. Заслуга превращения «Коррьере делла сера» в наиболее влиятельную и читаемую газету Италии принадлежит, прежде всего, Луиджи Альбертини, возглавлявшему её в 1900—1925 годах, когда тираж её достиг более 1 000 000 экземпляров. Луиджи был сильным оппонентом социализма, клерикализма и премьер министра Джованни Джолитти, который стремился к компромиссу с этими силами. Оппозиция Альбертини фашистскому режиму вынудила остальных совладельцев вытеснить его в 1925 году. В 2006 году на парламентских выборах поддержала лево-центристскую коалицию «Унионе», возглавлявшуюся Романо Проди. По данным статистического исследования 2005 года газета имела самый большой раскупаемый тираж среди газет Италии — около 620 000 экземпляров. Нынешними главными конкурентами являются римская La Repubblica и туринская La Stampa.

## История
«Коррьере делла сера» была впервые издана в воскресенье 5 марта 1876 Эудженио Торелли Виольером, который годом ранее женился на писательнице Марие Антуанетте Торриани. В 1883 году «Коррьере делла сера» приобрела собственную типографию. Был приобретен новый пресс, который производил 12 000 экземпляров в час. В конце 1885 года газета выпускала почти исключительно новости. В 1899 она стала предлагать недельное иллюстрированное дополнение, Domenica del Corriere.
С 1883 по декабрь 1885 года тираж вырос с 14 000 до 25 000. «Коррьере делла сера» продала 58 % копий в Ломбардии, 20 % — между Пьемонт и Эмилия, остальная часть была распространена в Венето, Лигурии, Тосканае и в некоторых городах Марке и Умбрии.

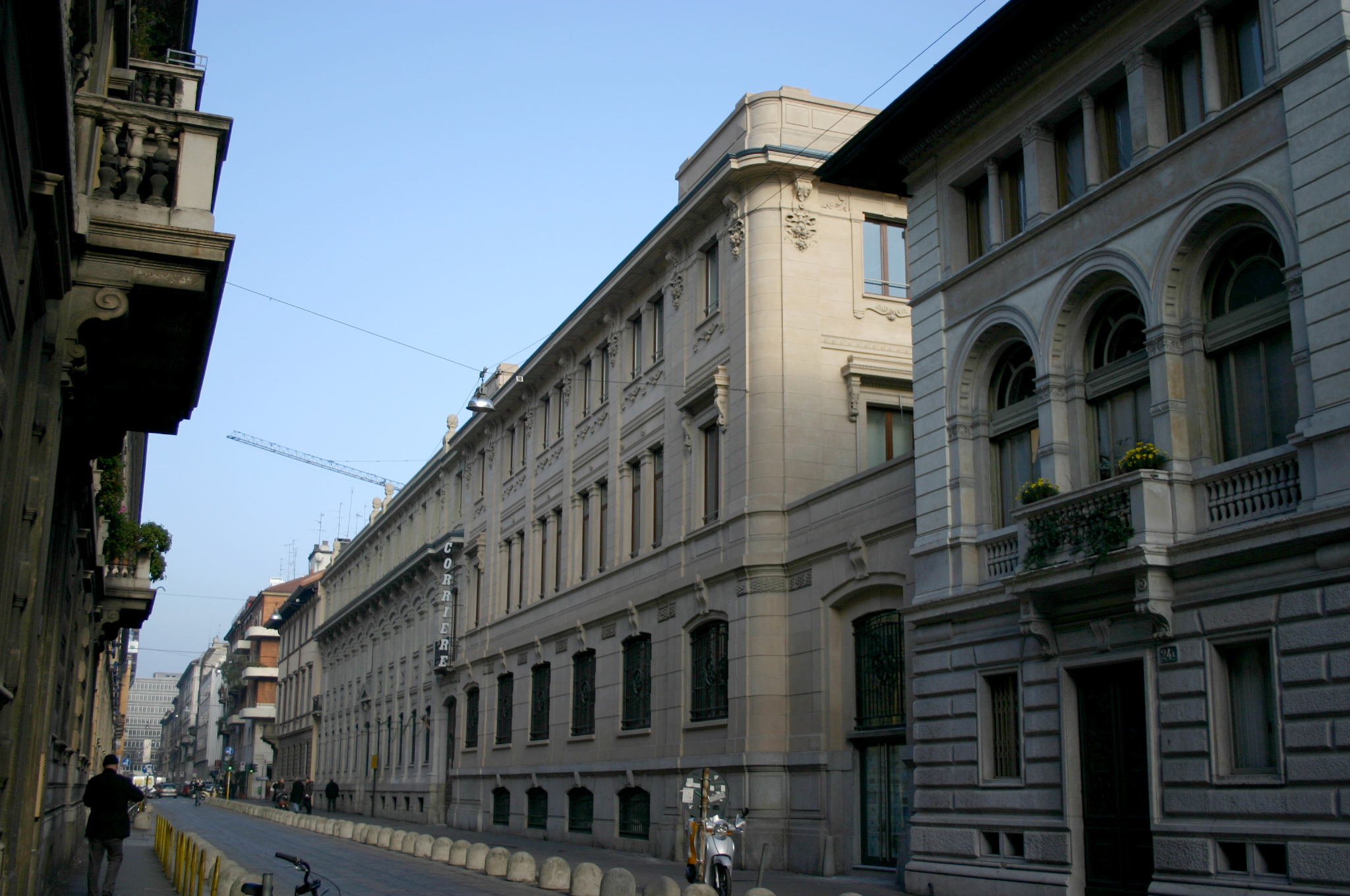
Старое здание редакция газеты

В 1900—1925 гг, под руководством Луиджи Альбертини, «Коррьере делла сера» стала самой распространённой газетой в Италии, сохраняя свои значимость и влияние в нынешнем веке. это была «Коррьере делла сера», которая представила комиксы в Италии в 1908 в дополнении для детей, под названием Corriere dei piccoli.
Главный офис находился в тех же зданиях с начала XX века и с тех пор они широко известны как «газета Виа Сольферино», по названию улицы где они расположены. Как видно из названия это обычно была вечерняя газета.
Марио Борса, активный антифашист, был назначен главным редактором Corriere dei piccoli в мае 1945. Он был уволен из-за его политических взглядов в августе 1946 и его должность занял Гугльельмо Эмануэль, правый журналист. Эмануэль занимал должность до 1952.
Во время фашистского режима в Италии «Коррьере делла сера» получила награду Муссолини, которой, среди прочих, наградили писателей Аду Негри и Эмилио Чечи.
«Коррьере делла сера» была органом консервативного строя в Италии и была крайне антикоммунистской и пронатовской в 1950-е годы. Газета была рупором североитальянской промышленной буржуазии и так же принимала участие в формировании взглядов итальянских высших и средних классов в течение этого периода.
Владельцем «Коррьере делла сера» была семья Креспи. В 1960-е годы RCS Media приобрела долю «Коррьере делла сера», выставленную на Итальянскую фондовую биржу. Её главными акционеры Mediobanca, Fiat и некоторые из наибольших промышленных и финансовых групп в Италии. В 1974 RCS Media стали владельцами большинства акций газеты.

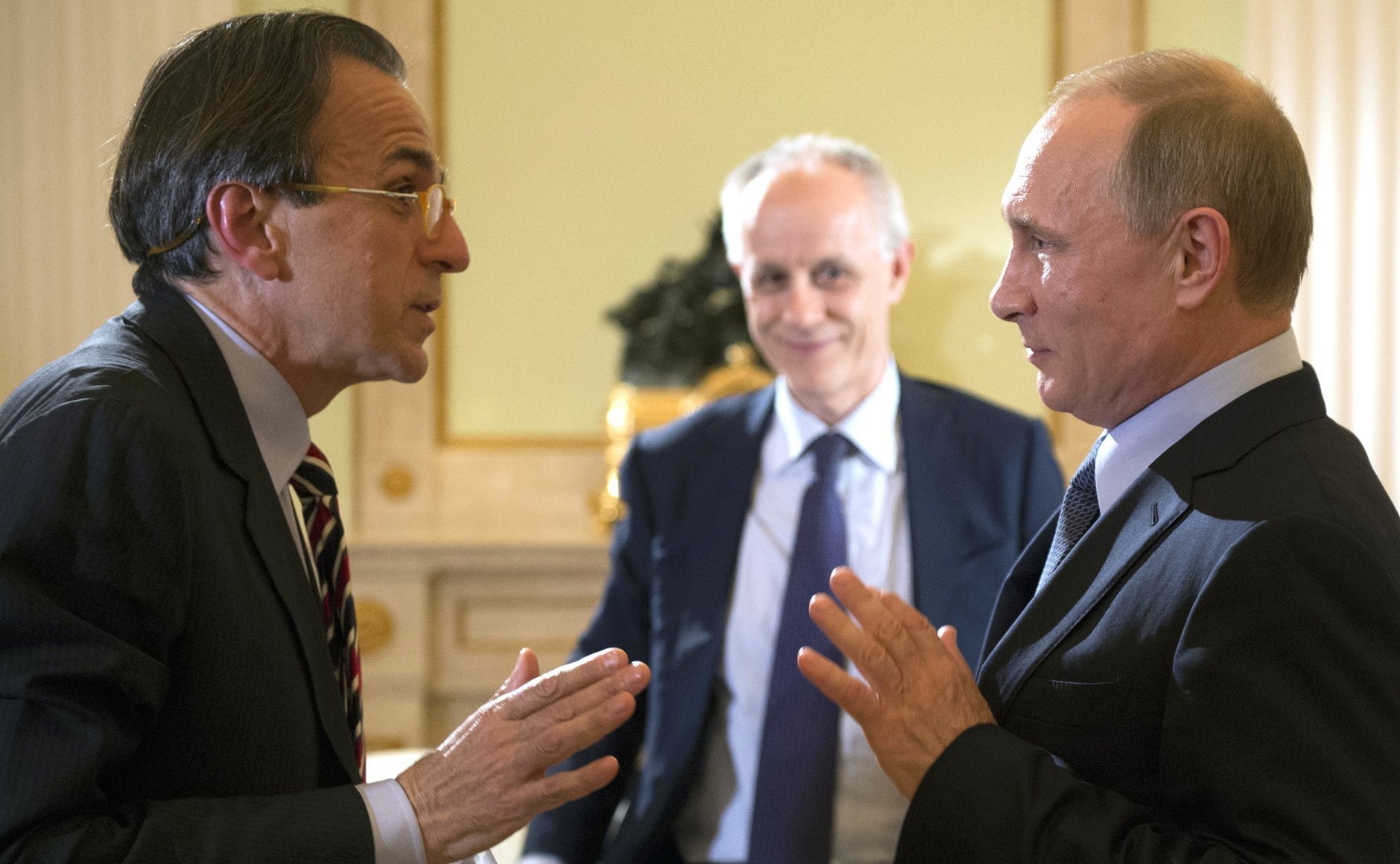
Владимир Путин с журналистами «Corriere della Sera» Паоло Валентино (слева) и Лучано Фонтана, 6 июня 2015 года

Альберто Каваллари стал главными редактором газеты в начале 1980-х годов. В 1981 году газета косвенно участвовала скандале П-2, когда стал известно что редактор Франко Ди Белла и бывший владелец Анжело Риццоли состояли в числе масонской ложи. В сентябре 1987 газета запустила еженедельное журнальное дополнение, Sette, которое стало крайне популярным в Италии. С 1987 до 1992 главным редактором Коррьере делла Сера был Уго Штилле.
В 1988 году тираж «Коррьере делла сера» составил 715000 копий, что сделало её второй читаемой газетой в Италии. Газета запустила субботнее дополнение, IO Donna, в 1996. В 1997 году «Коррьере делла сера» стала самой продаваемой газетой с тиражом 687000 копий.
В 2001 году тираж «Коррьере делла сера» составил 715000 копий. В 2002 году тираж упал до 681000 копий. В 2003 редактор Феруччио де Бортоли ушёл с должности. Журналисты и оппозиционные политики заявляли об отставке Сильвио Берлускони из-за критики газеты.
В 2004 «Коррьере делла сера» запустила английский онлайн-раздел, сосредоточенный на итальянских нынешних событиях и культуре. В том же году она стала самой продаваемой газетой в Италии с тиражом 677542 копий. В декабре 2007 тираж составлял 662253 копий.
«Коррьере делла сера» это один из самых посещаемых италоязычных новостных сайтов, привлекающий более 1,6 миллиона читателей каждый день. Онлайн-версия газеты была 13-м по посещаемости веб-сайтом в стране.
24 сентября 2014 «Коррьере делла сера» сменила формат на берлинер.

## Содержание и разделы
«Третья Страница» (страница-опрос, посвящённый культуре) использовалась для размещения основной статьи, названой Elzeviro (название пошло от шрифта используемого изначально), которая, спустя года, была подписана всеми редакторами, а также главными романистами, поэтами и журналистами. «Corriere Scienza» — научный раздел газеты.

## Авторы (бывшие и нынешние)
Среди авторов, в разное время тесно сотрудничавших с газетой, — Джованни Спадолини (бывший премьер-министр Италии), Дино Буццати, Коррадо Альваро, Пьер Паоло Пазолини, Эудженио Монтале, Итало Кальвино, Индро Монтанелли, Алессандро Паволини, Тициано Терцани, Альберто Моравиа, Ориана Фаллачи, Джованни Моска и другие.
Редакторы
- Luciano Fontana (Редактор)
- Paolo Ermini (Вице-Редактор)
- Magdi Allam (Вице-Редактор «ad personam»)
- Pierluigi Battista (Заместитель редактора)
- Dario Di Vico (Заместитель редактора)

Обозреватели и журналисты
- Francesco Alberoni (Обозреватель)
- Ernesto Galli della Loggia (Обозреватель)
- Francesco Giavazzi (Обозреватель)
- Angelo Panebianco (Обозреватель)
- Mario Pappagallo (Журналист)
- Sergio Romano (Обозреватель)
- Giovanni Sartori (Обозреватель)
- Beppe Severgnini (Журналист)
- Franco Venturini (Обозреватель)